# Льоббек
Льоббек (на нидерландски: Lubbeek) е селище в Централна Белгия, окръг Льовен на провинция Фламандски Брабант. Намира се на 8 km източно от град Льовен. Населението му е около 13 700 души (2006).